# هارون مولیناس
هارون مولیناس (انگلیسی: Aaron Molinas؛ زادهٔ ۲ اوت ۲۰۰۰) بازیکن فوتبال اهل آرژانتین است که در پست هافبک برای بوکا جونیورز بازی می‌کند.
وی همچنین در تیم ملی فوتبال زیر ۲۰سال آرژانتین بازی کرده‌است.